# پلئاس و ملیزاند (فوره)

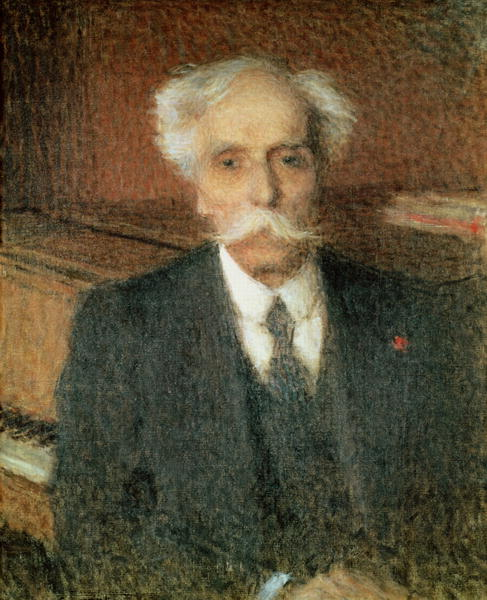
نقاشی فوره کار ارنست لائوران، ۱۹۰۰ میلادی

پلئاس و ملیزاند اپوس ۸۰، سوئیتی است که از موسیقی صحنهٔ ساخت گابریل فوره برای نمایش‌نامهٔ پلئاس و ملیزاندِ موریس مترلینک گرفته شده است. فوره نخستین آهنگساز از چهار آهنگسازی بود که با الهام از کارهای مترلینک به ساخت موسیقی پرداخت. کلود دبوسی، آرنولد شونبرگ، و ژان سیبلیوس سه آهنگ‌سازی هستند که در دههٔ نخست سدهٔ ۲۰ میلادی، پس از فوره دست به این‌کار زدند.
موسیقی فوره برای اجرای ۱۸۹۸ نمایش‌نامهٔ مترلینک در لندن، ساخته شده است. فوره برای آن‌که کار را پیش از ضرب‌الاجل نمایش آماده کند، از برخی ساخته‌های پیشین ناتمامش استفاده کرد و از شاگردش، شارل کوکلن نیز کمک گرفت که کار سازبندی را انجام داد. فوره بعدها از ساختهٔ اصلی، یک سوییت چهار موومانه را بیرون کشید و سازبندی آن را دوباره خودش انجام داد. در نخستین اجرای اثر در ۲۱ ژوئن ۱۸۹۸، فوره رهبری ارکستر را برعهده داشت.

## موومان‌ها
سوییتی که فوره از موسیقی صحنهٔ اولیه بیرون کشیده است، از چهار موومان تشکیل شده است که عبارتند از:
1. پرلود (کوآسی آداجو)
2. فیلوز (آندانتینو کواسی آلگراتو)
3. سیسیلین (آلگرو مولتو مودراتو)
4. مرگِ ملیزاند (مولتو آداجو)